# Rolf Graber
Rolf Graber, né en 1951, est un homme politique suisse, membre du Parti libéral.

## Biographie
Rolf Graber étudie les sciences économiques à l'université de Neuchâtel. Il occupe ensuite un poste de cadre dans l'industrie horlogère. Membre du Parti libéral, il est élu en 1980 au Conseil général (législatif) du Locle. En 1984, il est nommé membre du Conseil communal (exécutif), fonction qu'il assume d'abord à plein temps jusqu'en 1992, puis, après l'acceptation d'une initiative populaire du mouvement Droit de parole, à temps partiel tout en enseignant à l'École technique du Locle et au Centre de formation professionnelle du Jura neuchâtelois,. Il est responsable des services industriels pendant six mois, puis des finances jusqu'à la fin de son mandat en 1996. De 1992 à 1996, il est en outre président du Conseil communal. Parallèlement, il est élu en 1985 au Grand Conseil du canton de Neuchâtel, une institution qu'il préside en 1993-1994 et où il dirige un temps le groupe libéral,. Il entre au Conseil national en cours de législature, à l'automne 1993, pour remplacer son camarade de parti Jean Guinand. Il n'est pas réélu au Conseil national lors des élections fédérales de 1995 et démissionne alors également de son mandat de Conseiller communal début 1996. Il reste au Grand Conseil neuchâtelois jusqu'en 2008.

## Famille
Rolf Graber est le frère du Conseiller national bernois Jean-Pierre Graber, membre de l'Union démocratique du centre.